# Paccar
PACCAR Inc. — американська компанія, що спеціалізується на виробництві вантажних автомобілів. У 2011—2012 роках була третім за величиною виробником важких вантажівок у світі.

## Дочірні підприємства
- Kenworth
  - Kenworth Австралія
  - Kenworth Mexicana Мексика
- Peterbilt
- DAF Trucks
- Leyland Trucks
- Winch (Braden, Carco and Germatic)
- PacLease
- Paccar Parts
- Paccar Financial Corp
- Paccar International
- Paccar ITD (Information Technology Division)
- Dynacraft
- Paccar Technical Center
- Так само носіями двигунів PACCAR є автомобілі GINAF, автобуси BOVA і VDL.

Придбана в 1980 році британська компанія Foden була закрита в 2006 році.

## Фінанси
| Звітний рік | Валовий дохід (млрд дол. США) |
| ----------- | ----------------------------- |
| 2014        | $18.99                        |
| 2013        | $17.12                        |
| 2012        | $17.06                        |
| 2011        | $16.36                        |
| 2010        | $10.29                        |
| 2009        | $8.09                         |
| 2008        | $14.97                        |
| 2007        | $15.22                        |